# Langelurillus ignorabilis
Langelurillus ignorabilis là một loài nhện trong họ Salticidae.
Loài này thuộc chi Langelurillus. Langelurillus ignorabilis được Wanda Wesołowska & Cumming miêu tả năm 2008.